# 日本医療整体学院
日本医療整体学院（にほんいりょうせいたいがくいん）は、東京都荒川区東日暮里5-17-12に本拠地を置く疾患治療系整体学校である。また、学院直営の付属整体院を持つ。
漢方、鍼灸と並ぶ中国三大療法の一つ推拿（すいな）を、学習/取得すべき施術の基本としている。似た施術としては、按摩や整体などがあるが、推拿は、よりメディカルな意味合いが強く、中国では疾病の治療手段として、病院などの医療機関で中国医師による施術が行われている。
学院直営の付属整体院でも、推拿（すいな）の施術体系に基づいて安全や効果が認定された施術のみを行い、施術者独自の施術手法は禁じられている。

## 概要
2001年、経営コンサルタントの山本一成は、自らの患者経験（椎間板ヘルニアの手術失敗により、身体障害者手帳を所持）に基づいて、技術と理論に裏づけされた整体師を育成すべく整体学校を建学。
理事長の山本が2003年に心筋梗塞を患い、心臓専門病院での心臓リハビリテーションを経験したことから、心臓疾患と整体を結びつけ、2007年4月、同校に心臓リハビリテーション整体コースを新設。
2011年、創立10周年記念事業の一環として、従来の心臓リハビリテーション整体コースに脳梗塞を加え、脳梗塞・心臓リハビリテーション整体コースへ改組。
2012年7月、脳梗塞・心臓リハビリテーション整体コースを心臓リハビリテーション医療整体コースへ改組改編。
学院直営の付属院には、すべての疾患患者を受け入れる日本医療整体学院治療センターのほか、オーセンティック整体院日暮里、同入谷整体院がある。

## 沿革
2001年4月1日、経営コンサルタントの山本一成が日本医療整体学院を建学。
2002年、疾患患者専門の日暮里治療センター、入谷整体院を開院。
2007年、心臓疾患に関する3年間の医療データ取得期間を経て、4月1日、心臓リハビリテーション整体コースを新設。同年4月1日、日本医療整体学院を母体とする心臓病患者会"命の存続の会"発足。
2008年、日暮里治療センターを改編し、日本医療整体学院治療センター開院。
2010年2月1日、オーセンティック整体院日暮里院を開院。
2011年4月1日、脳梗塞・心臓リハビリテーション整体コースへ改組。5月1日、整体経験者を対象とした＜プロ整体師・指導者養成コース＞、開業経験者を対象とした＜開業研究科コース＞を新設。8月1日、オーセンティック整体院もみじばし院を開院。
2012年7月1日、脳梗塞・心臓リハビリテーション整体コースを心臓リハビリテーション医療整体コースへ改組改編。

### 取得できる資格
コース別に定められた履修単位を消化し、資格認定試験に合格（実技・学科ともに80点以上が合格）することにより、日本医療整体学院が認定する民間資格、骨格矯正整体師を取得できる。資格取得後、グループ内の付属整体院に勤務できるのは、研究科コース（開業科・研究科）以上の者のみ。

### 心臓リハビリテーション医療整体コース
2007年、同学院にて国内で初めての心臓リハビリテーション整体コースを新設した。
同コースの授業は月に2回行っている。2011年4月より、脳疾患まで幅を広げ、現在のコース名となった。2012年7月、心臓リハビリテーション医療整体コースへと改組改編。

## 設置コース
- 入門コース（2ヶ月）
- 資格コース（1年）
- 研究科コース/開業科・研究科（3年）
- 心臓リハビリテーション医療整体コース（3年）
- プロ整体師・指導者養成コース（整体師資格保持者、外部整体院での勤務経験者対象）
- 開業研究科コース（開業経験者対象）

## 交通アクセス
- JR山手線・京浜東北線、京成線日暮里駅南口より徒歩5分